# Tiroteio na boate de Colorado Springs
Na noite de 19 para 20 de novembro de 2022, um tiroteio em massa motivado por preconceito anti-LGBTQ ocorreu na boate Club Q, um bar gay localizado em Colorado Springs, Colorado, Estados Unidos. O ataque resultou na morte de cinco pessoas e deixou 25 feridos, sendo 19 atingidos por disparos. O atirador, Anderson Lee Aldrich, de 22 anos, também ficou ferido ao ser contido e foi encaminhado a um hospital local. Aldrich foi preso e mantido sob custódia.
Em 26 de junho de 2023, Aldrich declarou-se culpado pelas acusações estaduais relacionadas ao tiroteio e foi condenado a cinco sentenças perpétuas consecutivas, além de 2.211 anos adicionais, sem possibilidade de liberdade condicional. Em 16 de janeiro de 2024, ele também foi acusado de 50 crimes federais de ódio relacionados ao ataque. Em 18 de junho de 2024, Aldrich declarou-se culpado pelas acusações federais e recebeu 55 sentenças perpétuas concorrentes sem possibilidade de liberdade condicional, além de 190 anos consecutivos.

## Contexto
O Club Q está localizado no quarteirão 3430 da North Academy Boulevard, em Colorado Springs, e foi inaugurado em 2002. Por um período, foi o único clube LGBTQ da cidade, que é a segunda mais populosa do estado do Colorado, com uma população de pouco menos de 500 mil habitantes. Um artigo de 2021 da revista 5280 [en] descreveu o clube como um espaço "onde pessoas LGBTQ se reuniam para apresentações de drag [en], festas dançantes e drinks." O tiroteio ocorreu na véspera do Dia da Memória Transgênero.
Desde 2019, o Colorado possui uma lei de bandeira vermelha [en] que permite que cidadãos ou autoridades policiais solicitem a um tribunal a remoção de armas de fogo de uma pessoa potencialmente perigosa. Entre os 19 estados e o Distrito de Colúmbia com leis de bandeira vermelha, o Colorado apresenta uma das menores taxas per capita de aplicação dessa lei. Em oposição à legislação estadual, mais da metade dos 64 condados do estado declararam-se santuários da Segunda Emenda [en], incluindo o Condado de El Paso, onde o tiroteio ocorreu. Segundo o Los Angeles Blade, "é uma política explícita do Gabinete do Xerife do Condado de El Paso não solicitar uma Ordem de Proteção de Risco Extremo (ERPO) ou uma Ordem de Proteção de Risco Temporária (TRPO) para remover armas de pessoas em risco".

## Tiroteio
De acordo com o chefe de polícia, o tiroteio começou quando Anderson Lee Aldrich entrou no Club Q durante uma festa dançante. Armado com um fuzil no estilo AR-15 equipado com um carregador de tambor de 60 munições, carregando múltiplos carregadores de munição e vestindo colete à prova de balas, Aldrich começou a disparar imediatamente contra funcionários e frequentadores enquanto avançava pelo prédio. Ao entrar, ele virou e atirou contra duas pessoas na bilheteria. A sobrevivente, que trabalhava na porta, foi protegida por Daniel Aston, que usou seu corpo para cobrir a colega. Aldrich correu para a área do bar e abriu fogo contra várias vítimas, incluindo Kelly Loving, Raymond Green Vance e Ashley Paugh. Ele desceu a rampa até a pista de dança, atirando em mais vítimas, antes de subir as escadas em direção ao pátio. Aldrich disparou através da porta do pátio, matando Derrick Rump. Nesse momento, o fuzil de Aldrich ficou sem munição, e ele começou a recarregá-lo. Muitos sobreviventes inicialmente confundiram os disparos com a música, até que os tiros continuaram e os frequentadores viram os clarões de boca. Várias pessoas se abrigaram atrás do bar e em camarins, enquanto outras se mantiveram abaixadas no chão.

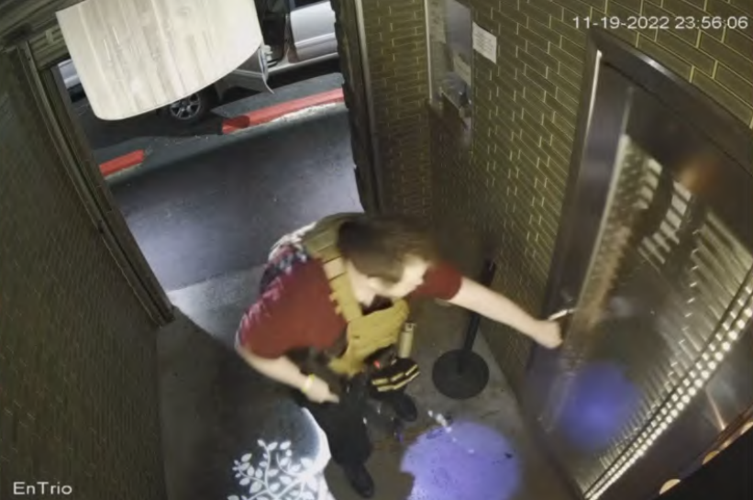
Uma foto da filmagem de CCTV mostrando o criminoso entrando no prédio.

Trinta e oito segundos após o início do tiroteio, um suboficial da Marinha dos EUA, Thomas James, que estava preso no pátio, correu em direção ao atirador e agarrou o cano de seu fuzil. Ele lutou com Aldrich pelo controle da arma antes que o atirador sacasse uma pistola e atirasse duas vezes no torso de James. Um frequentador do clube, identificado como o veterano do Exército dos EUA Richard M. Fierro, atravessou o salão e se juntou a James para ajudar. Aldrich apontou a pistola para Fierro, mas não conseguiu disparar, pois o carregador caiu durante a luta. Fierro então tomou a pistola da mão do atirador e a usou para golpeá-lo repetidamente na cabeça. Fierro e James continuaram a lutar contra o atirador. Durante esse tempo, James conseguiu agarrar o fuzil e deslizá-lo pelo chão. Uma mulher transgênero, Drea Norman, saiu de seu esconderijo e se juntou a Fierro e James para subjugar Aldrich, pisoteando repetidamente a cabeça do atirador para mantê-lo no chão. Fierro estimou que o peso do atirador era de cerca de 140kg.
A polícia recebeu a primeira chamada sobre o tiroteio às 23h56 de 19 de novembro, com o primeiro policial sendo despachado um minuto depois. Um total de 39 policiais de patrulha das quatro divisões do Departamento de Polícia de Colorado Springs, junto com 34 bombeiros e 11 ambulâncias, responderam ao chamado. O suspeito foi detido cerca de cinco minutos após a primeira chamada para o 911. Após o cessar dos disparos, muitos hesitaram em sair de seus esconderijos, incertos se o atirador estava recarregando ou havia sido contido. Fierro que estava coberto de sangue, foi colocado sob custódia policial em uma viatura por mais de uma hora antes de ser liberado.
Os feridos foram transportados para três hospitais: sete para o Hospital Penrose [en], 10 para o Memorial Hospital Central e dois para o Memorial Hospital North. Algumas ambulâncias, a maioria da AMR, tiveram que transportar até três pacientes ao mesmo tempo, e algumas viaturas policiais também foram usadas para transportar vítimas.

## Vítimas
- Daniel Davis Aston, 28 anos;
- Kelly Loving, 40 anos;
- Ashley Paugh, 35 anos;
- Derrick Rump, 38 anos;
- Raymond Green Vance, 22 anos;

Cinco pessoas foram mortas e 25 ficaram feridas no tiroteio, das quais 19 por disparos. Uma das vítimas fatais, Daniel Aston, era supervisor do bar e um frequente performer na boate. Outra vítima fatal, Raymond Vance, era namorado da filha de Fierro.
Durante a coletiva de imprensa, o chefe do Departamento de Polícia de Colorado Springs destacou que o departamento respeitava todos os membros da comunidade e que identificaria os falecidos pelos nomes usados por eles e seus entes queridos. Ele leu os nomes das vítimas fatais, incluindo seus pronomes.

## Consequências
Uma vigília foi realizada em 20 de novembro na Igreja Unitária All Souls, com lotação máxima, contando com a presença de vários membros do Conselho Municipal. Ao longo da semana, foram realizados memoriais e eventos adicionais, promovendo espaços para as pessoas se reunirem e fazerem doações.
Campanhas de doação foram organizadas logo após o tiroteio, tanto por organizações locais quanto por arrecadações no GoFundMe para as vítimas e suas famílias. Em 24 de novembro, o ministério evangélico de Colorado Springs Focus on the Family foi alvo de uma pichação com a mensagem: "O sangue deles está em suas mãos. Cinco vidas tiradas."

## Perpetrador
O atirador foi identificado como Anderson Lee Aldrich, um residente de Colorado Springs, então com 22 anos. Aldrich nasceu como Nicholas Franklin Brink em 20 de maio de 2000, em San Diego, Califórnia, filho de Aaron Brink [en], ex-ator de filme pornográfico e lutador de artes marciais mistas, e Laura Voepel, filha de Randy Voepel, ex-membro republicano da Assembleia Estadual da Califórnia. Voepel e Brink se separaram e divorciaram um ano após o nascimento de Aldrich, com Voepel obtendo a custódia. A vida tumultuada de Voepel, que incluiu múltiplas prisões e avaliações de saúde mental, levou Aldrich a ser cuidado pela mãe e pelo padrasto de Voepel, que eventualmente se tornaram seus guardiões legais.
Aldrich cresceu no norte de San Antonio, Texas, e é membro da Igreja de Jesus Cristo dos Santos dos Últimos Dias, embora, segundo a igreja, não participasse de serviços religiosos há pelo menos uma década. Registros indicam que Aldrich foi alvo de cyberbullying com provocações homofóbicas durante o ensino fundamental. Uma página zombeteira na Encyclopedia Dramatica foi criada sobre Aldrich em 2015, e ele também contribuiu para o site desde os 15 anos. Após o tiroteio, o site emitiu uma declaração dizendo: "Não foi nossa culpa, juramos!". Aldrich mudou de nome em 28 de abril de 2016, pouco antes de completar 16 anos, citando o desejo de remover associações com Aaron Brink, que àquela altura tinha múltiplas condenações criminais.
Os advogados de Aldrich declararam em documentos judiciais que seu cliente se identifica como não binário, preferindo ser tratado como Mx.. Vizinhos alegam que Aldrich fez comentários de ódio contra a comunidade LGBTQ no passado, incluindo o uso frequente de insultos homofóbicos. Aldrich nunca mencionou ser não binário antes do tiroteio e era referido com pronomes masculinos por membros da família. A polícia testemunhou que encontrou alvos de tiro com cores de arco-íris na casa de Aldrich. Especialistas em extremismo online sugeriram que a autoidentificação proclamada por Aldrich poderia ser desonesta, enquanto o Centro para Combater o Ódio Digital [en] reconhece as ações passadas do suspeito e seu impacto na comunidade LGBTQ.

### Incidentes anteriores
Em 18 de junho de 2021, os avós maternos de Aldrich revelaram planos de se mudar para a Flórida. Irritado com a decisão, Aldrich reclamou por perder acesso a materiais armazenados no porão, que seriam usados para "realizar um tiroteio em massa e um atentado a bomba". Aldrich manteve os avós como reféns e ameaçou matá-los. Eventualmente, Aldrich os libertou, mudou-se para a casa de Voepel e se barricou lá. Durante um confronto de uma hora com a SWAT do Colorado, Aldrich, armado, transmitiu ao vivo de dentro da casa e ameaçou explodi-la. Casas vizinhas precisaram ser evacuadas. Ao se render, foram recuperados um recipiente com material explosivo — incluindo nitrato de amônio e tannerite [en] — além de pistolas, coletes balísticos e máscaras de gás; Aldrich foi preso e acusado de múltiplas contagens de sequestro e ameaça grave. Aldrich declarou-se não culpado e foi libertado sob fiança duas semanas depois. O caso teve pouco progresso, com Voepel e os avós se recusando a aceitar intimações (por motivos técnicos) para evitar testemunhar contra Aldrich. Em julho de 2022, o caso foi arquivado, e os registros foram selados um mês depois.
Antes do incidente de 2021, Aldrich foi denunciado duas vezes à polícia do Colorado por "comportamento homicida crescente". Em 17 de junho de 2021, a tia-avó de Aldrich contatou o FBI para relatar que Aldrich planejava matar cristãos e funcionários do governo após seu avô ter relatado ameaças de Aldrich; no entanto, a família não apresentou queixas à polícia local. Não há registros de que as autoridades policiais ou parentes de Aldrich tenham tentado acionar a lei de bandeira vermelha do Colorado, que poderia ter permitido a apreensão de armas e munições em posse de Aldrich.
Aldrich e Laura Voepel tiveram conflitos com passageiros e tripulação durante um voo de julho de 2022 da Califórnia para o Colorado. Eles foram acusados de assediar outros a bordo e insultar alguns com ofensas raciais. Após desembarcar, Aldrich foi filmado dizendo a outro passageiro: "Queria poder atirar em todos vocês" e "Se continuarem me seguindo, vou acabar com vocês".

### Atividade em redes sociais
Aldrich supostamente criou um site de "liberdade de expressão" que hospedava conteúdo violento e racista — incluindo um vídeo que defendia a morte de civis para "limpeza social" — até a noite do tiroteio. Um segundo site, identificado como "site irmão" em sua página inicial, hospedava imagens do tiroteio em Buffalo de 2022 e, na noite do tiroteio no Club Q, passou a exibir quatro outros vídeos, incluindo um que aparentemente mostrava o rosto de Aldrich refletido no retrovisor de um veículo. Testemunhos de uma audiência em fevereiro de 2023 sugeriram que Aldrich operava um site neonazista antes do tiroteio.

## Processos judiciais
Após o tiroteio, Aldrich enfrentou dez acusações de crimes graves: cinco por assassinato [en] e cinco por cometer crimes motivados por preconceito com lesão corporal. Um juiz do Condado de El Paso autorizou a lacração dos registros de prisão anteriores de Aldrich, argumentando que a divulgação pública dos documentos poderia "prejudicar a investigação em andamento". Aldrich foi representado por um defensor público.
Em 6 de dezembro, Aldrich foi acusado de 305 crimes, incluindo assassinato em primeiro grau, tentativa de assassinato em primeiro grau, agressão de primeiro e segundo graus e crimes de ódio. O procurador distrital Michael Allen afirmou que esse foi "provavelmente o maior número de acusações já apresentadas em um único caso de assassinato no estado do Colorado". Em 8 de dezembro, um juiz determinou a abertura dos documentos judiciais relacionados à prisão de Aldrich em junho de 2021.
Em 13 de janeiro de 2023, Aldrich recebeu novas acusações por tentativa de assassinato e crimes de ódio, elevando o total de acusações criminais para 317.
Em 26 de junho de 2023, Aldrich declarou-se culpado pelo tiroteio e foi formalmente condenado a cinco penas de prisão perpétua consecutivas, além de 2.211 anos adicionais de prisão, sem possibilidade de liberdade condicional.
Em 18 de junho de 2024, Aldrich declarou-se culpado pelas acusações federais e foi condenado a 55 penas de prisão perpétua. Aldrich foi inicialmente encarcerado na Penitenciária Estatal de Wyoming, para onde foi transferido no final de 2023.

## Respostas e reações
O tiroteio foi amplamente condenado por políticos logo após o ocorrido. O então Presidente dos Estados Unidos, Joe Biden, declarou: "Embora o motivo deste ataque ainda não esteja claro, sabemos que a comunidade LGBTI+ tem sofrido com uma violência de ódio horrível nos últimos anos."
O Secretário de Transportes, Pete Buttigieg, afirmou que o discurso político anti-LGBTQ contribuiu parcialmente para o tiroteio.
O governo do Condado de El Paso expressou: "Estamos profundamente entristecidos pelo tiroteio sem sentido ocorrido na madrugada de hoje em Colorado Springs, no Club Q", enviando condolências e apoio às vítimas e suas famílias.
A lei de bandeira vermelha do Colorado e sua aplicação foram intensamente debatidas por defensores da prevenção à violência armada, políticos e outras pessoas.
O Governador do Colorado [en], Jared Polis [en], primeiro governador abertamente gay do Colorado e dos Estados Unidos, declarou: "Somos eternamente gratos aos indivíduos corajosos que bloquearam o atirador, provavelmente salvando vidas no processo." Ele também pediu uma revisão da aplicação da lei de bandeira vermelha pelos xerifes do Colorado.
O prefeito de Colorado Springs, John Suthers, afirmou que as autoridades deveriam ter utilizado a lei em circunstâncias apropriadas, mas alertou contra conclusões precipitadas sobre sua aplicação no caso do tiroteio.
O representante estadual do Colorado [en], Tom Sullivan, cujo filho, Alex Sullivan, foi morto no tiroteio em Aurora de 2012 e patrocinador da lei de bandeira vermelha do estado, disse que o incidente anterior deveria ter alertado a comunidade.
Jeffrey Swanson, professor da Escola de Medicina da Universidade Duke que estuda leis de bandeira vermelha, afirmou que a lei do Colorado poderia ter sido aplicada.
Grupos LGBTQ prestaram amplas homenagens às vítimas e relacionaram o tiroteio em massa à retórica recente.
O Club Q declarou nas redes sociais que estava "devastado pelo ataque sem sentido contra nossa comunidade" e ofereceu condolências às vítimas e suas famílias.
Os coproprietários do Club Q atribuíram o tiroteio a um tipo diferente de ódio anti-LGBTQ, inflamado por alguns políticos republicanos e influenciadores de direita e enraizado na demonização de drag queens como "groomers".
Os democratas também foram criticados por alguns por não terem feito o suficiente historicamente para combater narrativas anti-trans e por serem relutantes em defender proativamente a comunidade transgênero.
A Igreja de Jesus Cristo dos Santos dos Últimos Dias emitiu um comunicado condenando o tiroteio, que dizia, em parte: "O ato de violência sem sentido em Colorado Springs é motivo de grande tristeza e preocupação para nós. Estamos profundamente perturbados por qualquer violência em nossas comunidades e condenamos, especialmente, atos violentos resultantes de intolerância [...]"